# Mulennium
Mullennium è un album dal vivo del gruppo rock Gov't Mule, pubblicato nel 2010, registrato ad Atlanta in occasione del concerto di Capodanno del 2000.
La produzione è composta da 3 CD, e presenta cover di Little Milton, Willie Dixon, Alice Cooper e Bob Dylan. 

## Tracce
CD1
1. Bad Little Doggy - 4:46
2. Lay Your Burder Down - 5:07
3. Blind Man in the Dark - 7:35
4. Life Before Insanity - 5:27
5. Larger Than Life - 8:22
6. Towering Fool - 6:58
7. Countdown Jam - 6:59
8. 21st Century Schizoid Man - 6:15 (King Crimson)
9. We're not Gonna Take It - 5:55 (The Who)
10. Dazed and Confused - 11:47 (Jake Holmes)

CD2
1. When the Blues Come Knockin' - 13:46
2. My Dog and Me - 6:13 (Little Milton)
3. Lump on Your Stump - 9:36 (Little Milton)
4. I Can Quit You Baby - 9:36 (Willie Dixon)
5. Blues is All Right - 8:22 (Little Milton)
6. Is It My Body? - 6:58 (Alice Cooper)
7. Power of Soul - 13:27 (Jimi Hendrix Experience)

CD3
1. "Helter Skelter" (Beatles) – 20:10
2. "Sometimes Salvation" (The Black Crowes) – 13:56
3. "30 Days in the Hole" (Humble Pie) – 16:57
4. "End of the Line" (The Allman Brothers Band) – 10:38
5. "I Shall Be Released" (Bob Dylan) – 29:30
6. "Simple Man" (Lynyard Skynyrd) – 5:16

## Formazione

### Membri ufficiali
- Warren Haynes - voce, chitarra
- Audley Freed - chitarra
- Matt Abts - batteria
- Allen Woody - basso

### Ospiti
- Mark van Allen – tastiera